# Бистра (Марамуреш)
Бистра (рум. Bistra) — коммуна в составе жудеца Мамамуреш, северная Румыния. Первое документальное упоминание о поселении относится к 1411 году.

## География
Занимаемая территория — 132.39 км2. Северная часть коммуны граничит с Украиной.

## Состав
В состав коммуны входят три населённых пункта (данные о населении за 2002 год):
- Быстрая (1316 человек) — административный центр коммуны

- Вишевская Долина (1646 человек)

- Вишевская Красная (1461 человек)

## Население
По данным переписи населения 2002 года, в коммуне проживали 4423 человека. 90,9 % населения составляли украинцы, 9 % — румыны. 94,1 % жителей назвали себя православными, 1,8 % — греко-католиками.